# Stefan Perroulaz

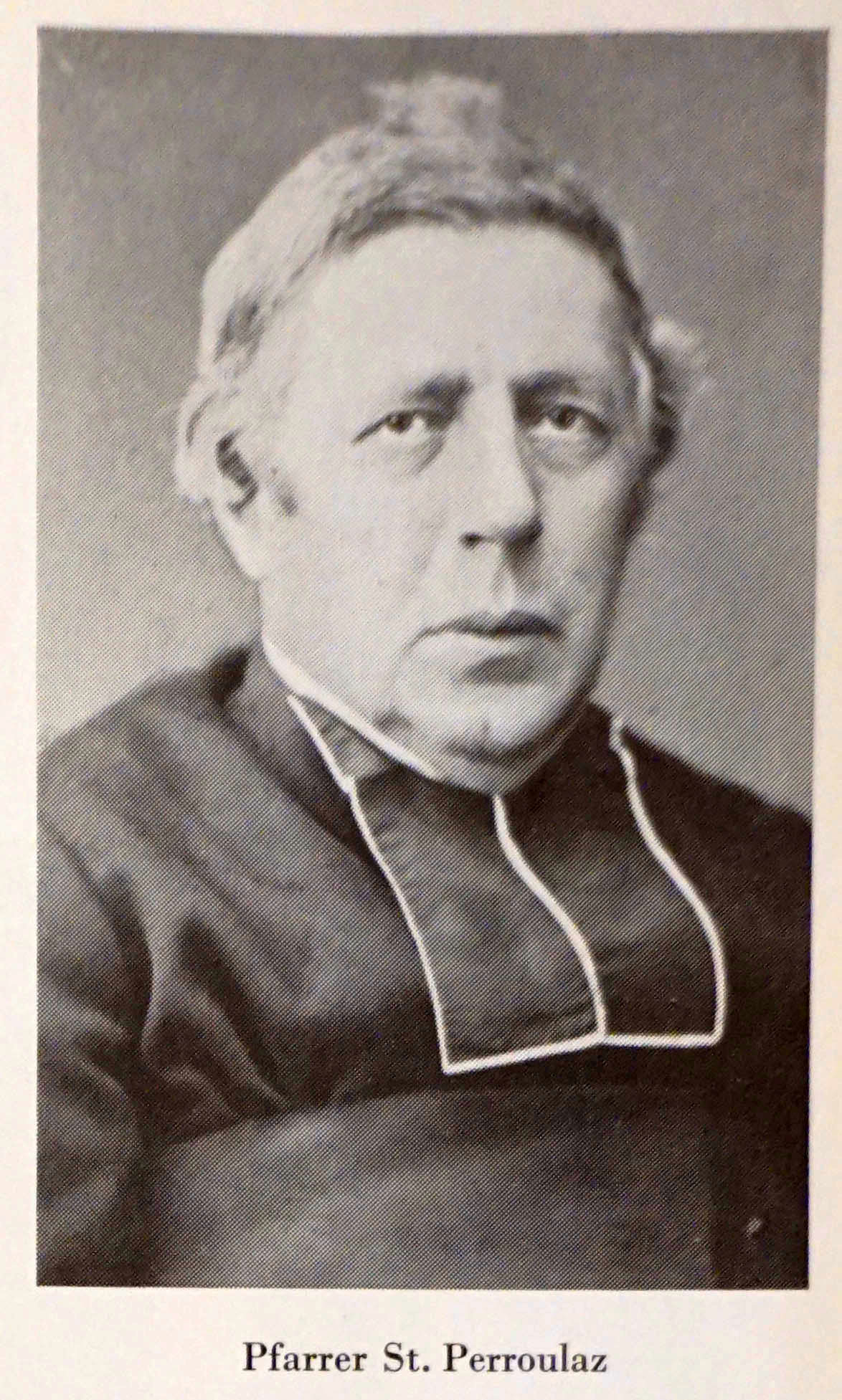
Stefan Perroulaz

Stefan Perroulaz (* 1811; † 3. November 1878 in Marsens) war ein Schweizer römisch-katholischer Priester. Er leitete nach Antoine Baud an der neugebauten Kirche St. Peter und Paul die Berner Pfarrei.

## Leben und Wirken
Stefan Perroulaz war als junger Priester Vikar in Genf, dann Pfarrer in Vuissens und während der radikalen Epoche (1857–1864) Religionslehrer an der Kantonsschule Freiburg. Nach Pfarrer Antoine Bauds Tod übernahm er die Pfarrei in Bern und zuletzt die Stelle als Hausgeistlicher der Pflegeanstalt Marsens. 
Seine Wahl zum Pfarrer war bereits mit einigen Schwierigkeiten verbunden. Der Regierungsrat von Bern ernannte, gestützt auf geltendes Recht, den Chorherrn Perroulaz aus der Diözese Freiburg ohne Anhörung des zuständigen Bischofs Eugène Lachat vom Bistum Basel. Deswegen war zunächst die Zustimmung von Bischof Etienne Marilley nötig. Am Sonntag, 22. September 1867 wurde er vom Domherrn Friedrich Fiala in Vertretung des Bischofs Lachat als Pfarrer in Bern installiert. Als seine wichtigste Aufgabe sah er den weiteren Auf- und Ausbau des Pfarreilebens. Bereits am 12. November 1867 wurde auf seine Initiative der noch heute unter dem Namen Kolping Bern bestehende  katholische Gesellenverein gegründet.
Im Fortgang des Kulturkampfs gewährte der neugegründete Kirchgemeinderat den aus Deutschland berufenen Professoren der neugegründeten Christkatholischen Fakultät die Benutzung der katholischen Kirche. Papst Pius IX. in Rom hatte dies jedoch ausdrücklich untersagt und deshalb musste der romtreue Pfarrer auf Anordnung der Regierung die Schlüssel der Kirche abgeben und das Pfarrhaus verlassen. Alle Kirchengüter gingen auf die Christkatholische Kirche über. Mit den verbliebenen römisch-katholischen Gemeindemitgliedern fand Pfarrer Perroulaz durch freundliches Entgegenkommen der reformierten Münsterkirchgemeinde vorübergehend wieder in der Französischen Kirche und später in einem Saal des Restaurants Krone an der Gerechtigkeitsgasse einen provisorischen Gottesdienstraum. Im Mai 1876 verliess Pfarrer Perroulaz Bern und wurde Seelsorger in der neugebauten freiburgischen Nervenheilanstalt in Marsens. Sein Nachfolger war Jakob Stammler, der Erbauer der Dreifaltigkeitskirche und spätere Bischof von Basel.
Stefan Perroulaz starb nach kurzer Krankheit am Sonntag, 3. November 1878 und wurde in seiner eigenen Leonhards-Kapelle vor dem Murtentor in Freiburg beigesetzt.